# ロシアにおけるLGBTの権利
この項目ではロシアにおけるLGBT（レズビアン、ゲイ、バイセクシャル、トランスジェンダー）について扱う。
ロシアでは同性での性行為は合法であるが、2023年、ロシアの最高裁判所はLGBTの権利運動を「過激」とみなし活動を違法とした。刑罰は禁錮20年から終身刑である。

## 歴史

### ロシア帝国時代
1716年、ピョートル大帝は軍隊における男性の同性愛を禁止した。ソドミーの禁止は、ロシアの近代化を目的とした大規模な改革運動の一部であった。
1832年、第995条により、ムジェロジストヴォ（ロシア語でソドミーの意）を違法化し、もし行為を行った場合、5年ほどシベリアへ流刑された。

### ソビエト連邦時代
十月革命の後、ボリシェヴィキ政権は同性愛を合法化したが、 1933年のスターリン政権下では法令で同性愛を再び犯罪とした。1961年、刑法第121条により男性の同性愛のみを明示的に禁止し、最長5年の重労働を科すことが明記された。女性同士の性行為に関する刑法はなかった。

### ロシア連邦時代
ソ連崩壊後の1993年4月、ロシア大統領ボリス・エリツィンは、ロシアの法律を欧州評議会に合わせる一環として、男性の同性愛を再び合法化した。
1999年に同性愛はロシアの精神障害リストから削除された。しかし、 ロシア政府は2023年7月1日、同性愛を精神障害として分類することを事実上復活させるための新しい法律を導入した。
2006年、ロシアにおいて最初にして2024年3月現在唯一のLGBT権利団体であるロシアLGBTネットワークが設立された。
2009年5月8日、ロシア下院は、ロシアにおける同性愛者の「プロパガンダ」を犯罪とする法案を否決した(賛成票は90票で、必要な226票には届いていない)。

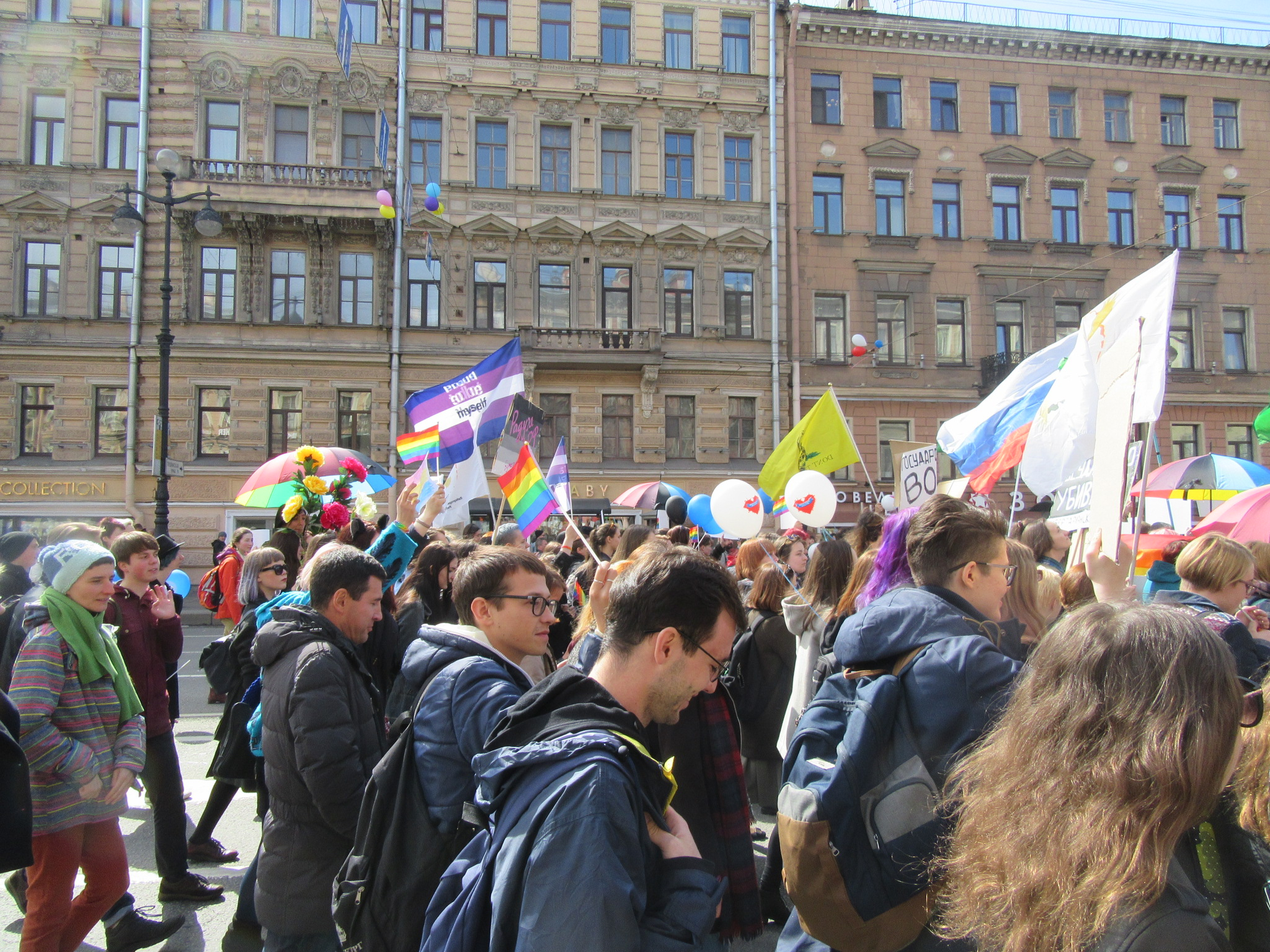
サンクトペテルブルクでのLGBT活動家、2017年5月1日

2013年6月30日、ロシアにおける同性愛宣伝禁止法が成立し、「非伝統的な性的関係」を未成年に宣伝することが禁じられた。2022年に改定され、対象を未成年から成人にも拡大した。
2014年ソチオリンピックでは、2012年3月に当時有志によって大会会場であるソチでの設置が計画されていたプライドハウスが禁止されたことからLGBT権利抗議活動がロシア国内にとどまらず世界中で発生した。
2019年、LGBTの立ち入りを禁止する看板を店の入り口に掲げたパン屋が罰金を科された。
2022年にロシアのウクライナ侵攻が起こってから性的少数者に対する風向きがさらに強まり、2023年7月、プーチン大統領は性別適合手術を禁止する法案に署名し、同法案が両院で全会一致で可決された。同年11月、ロシアの裁判所はLGBT市民運動を「過激派組織」に指定し、ロシア全土での活動を禁止した。

## 世論
ロシアは同性愛に反対している人が多く、2022年の調査では、ロシア人の74%が同性愛を社会に受け入れられるべきではないと答えた（これは2002年の60%から増加している）のに対し、同性愛は社会に受け入れられるべきだと答えたのはわずか14%であった。
2013年、調査対象となったロシア人の16%が同性愛者を社会から隔離すべきだと答え、22%が治療を強制すべきだと答え、5%が同性愛者を排除すべきだと答えた。
ロシア世論財団(FOM)が実施した2019年の世論調査によると、ロシア人の7%がロシアで同性婚を認めるべきだと賛成し、87%が反対した。

## ヘイトクライム

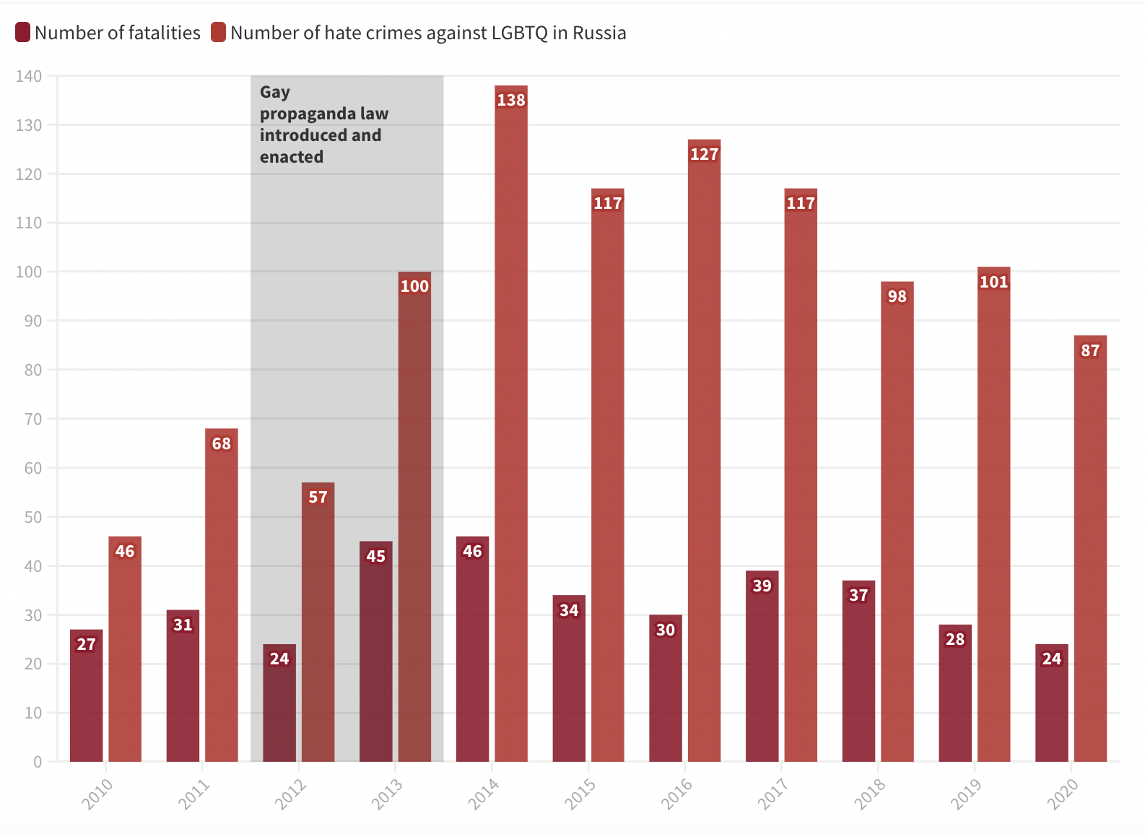
ロシアにおけるLGBTQに対するヘイトクライムの件数（2010年–2020年）

ロシアでは性的少数者に対するヘイトクライムが増加傾向にある。2013年から2018年の間に、性的少数者に対するヘイトクライムの件数は3倍に増えた。このような犯罪は2013年以前から存在していたが、同性愛宣伝禁止法の導入後、暴力のレベルは大幅に増加した。2010年から2020年の間に、853人に対して1056件の憎悪犯罪が発生し、365人が死亡したと報告されている。

## チェチェン
ロシア連邦内の共和国であるチェチェン共和国では、当局による同性愛者を標的とする強制失踪（拉致、投獄、拷問）と超法規的殺人が行われているとされる。ロシア語野党新聞であるノーヴァヤ・ガゼータで最初に報告され、2017年2月以降、100人以上の男性が拘留され、拷問され、少なくとも3人が超法規的殺人で死亡したと報じられた。
2021年3月、欧州連合はチェチェンでLGBTの人々を迫害したとして告発されたチェチェン当局者2人に経済制裁を科した。